# Верховье (Прионежский район)
Верхо́вье (карел. Verhovje) — деревня в составе Шуйского сельского поселения Прионежского района Республики Карелии Российской Федерации. 
Административно входит в посёлок Шуя.

## Общие сведения
Деревня расположена на берегах реки Шуя и протоки связывающей Шую с Укшозером, в 2-х км на запад по дороге от автотрассы «Кола».

## История
В Писцовой книге 1563 года деревня указана как «деревня над Окшицей». Окшицей называлась протока связывающая «Волоково озеро» (ныне Укшозеро) и реку Шуя.

## Население
| 2009 |
| ---- |
| 80   |